# FreeBSD
FreeBSD is een opensource-besturingssysteem, gebaseerd op UNIX (meer specifiek BSD). De broncode van FreeBSD is opensource, dit wil zeggen dat iedereen deze broncode mag bekijken en bewerken. Het besturingssysteem wordt veel gebruikt in servers, mainframes, workstations & embedded computers. Dit is vooral vanwege de prestaties, stabiliteit en veiligheid.
Er zit veel FreeBSD-code in producten van andere leveranciers. Zo bevat de kernel van macOS en iOS (Darwin), veel code van FreeBSD. Ook zijn delen van het PlayStation 4- en Nintendo Switch-besturingssysteem gebaseerd op FreeBSD. Ook de servers van Yahoo!, Netflix en WhatsApp draaien op FreeBSD.

## Algemeen
FreeBSD is beschikbaar voor diverse platformen en architecturen, zoals x86, x64 & AMD64, IA-64, ARM, PowerPC, SPARC en MIPS.
Bij de installatie van FreeBSD kunnen verschillende (extra) pakketten geselecteerd worden. Zo kan er optioneel gekozen worden om de documentatie en broncode te installeren. FreeBSD kan vanaf meerdere mediums geïnstalleerd worden zoals: cd-rom, dvd-rom, USB-stick en FTP.
FreeBSD staat bekend om de uitgebreide en in het algemeen complete documentatie. Het FreeBSD handboek biedt hulp bij de installatie, het beheer en de beveiliging van FreeBSD. Het handboek is ook vertaald in het Nederlands. FreeBSD maakt standaard gebruik van het bestandssysteem UFS, maar het gebruik van ZFS is ook mogelijk.

## Geschiedenis

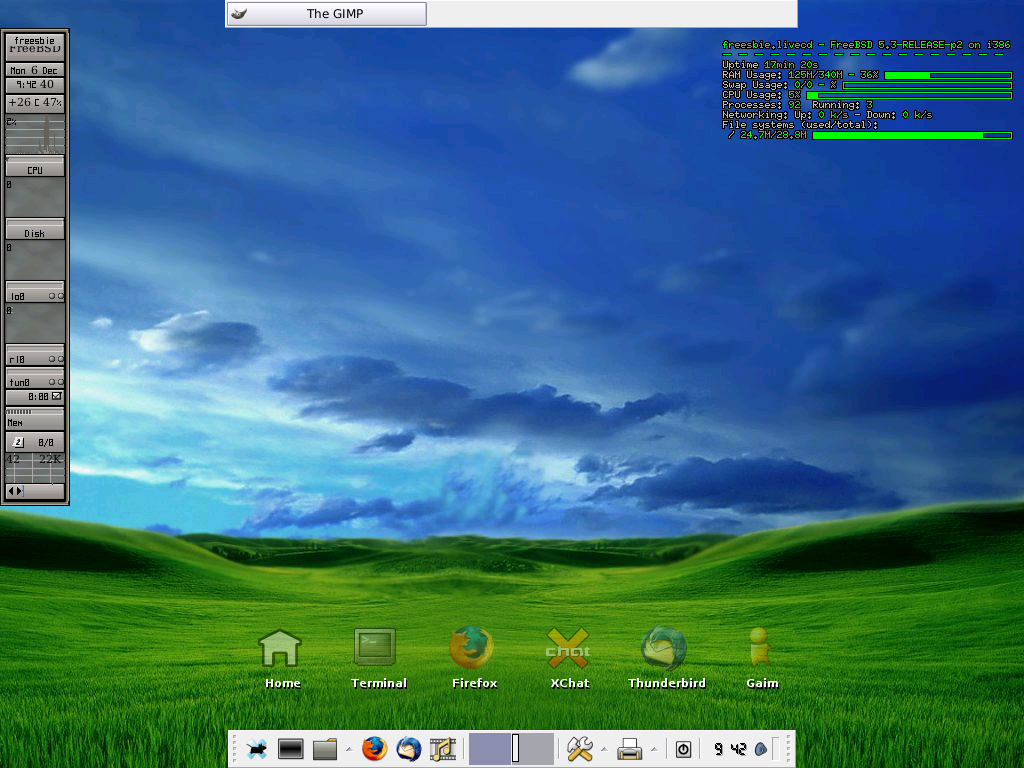
Schermafbeelding van FreeSBIE, de live-cd van FreeBSD

De geschiedenis begint in de jaren 70 in Bell Labs van AT&T. Hier wordt door Ken Thompson en Dennis Ritchie het UNIX besturingssysteem ontwikkeld. Nadat dit systeem populair wordt binnen Bell Labs, wordt UNIX ook aan verschillende universiteiten verkocht. Een van deze universiteiten is Universiteit in Berkeley. Een groep studenten maken kennis met UNIX en besluiten er verbeteringen en programma's voor te schrijven. Deze versie werd uitgegeven door Berkeley, onder de naam Berkeley Software Distribution - BSD. De eerste versies waren eigenlijk uitbreidingen op V6 UNIX. Tegen versie 2.9BSD was het een volledig zelfstandig systeem.
Tegen het einde van de jaren 80 begonnen veel rechtszaken tussen verschillende UNIX-gebaseerde systemen. Doordat er twijfel bestond over de levensduur van BSD UNIX besloten verschillende studenten BSD volledig te herschrijven zodat er geen code van de originele UNIX gebruikt werd. Dit was de uiteindelijke redding van BSD. De versie die hieruit voort kwam was 4.4BSD-Lite.
In 1993 werd er gewerkt aan een port van 4.4BSD-Lite voor de Intel 80386 processor, die toen vaak te vinden was in een pc.  Deze port veranderde geleidelijk naar een zelfstandig project en werd FreeBSD genoemd.

## Versies en ontwikkeling
De ontwikkeling van FreeBSD wordt meestal voortgezet in meerdere takken. Iedere tak begint zijn leven als een zogenaamde '-CURRENT'-tak. Na enige tijd (enkele jaren over het algemeen) zal er een release komen van die tak waardoor hij tot '-STABLE' wordt omgekroond. De hoogste '-STABLE'-versie wordt vaak gezien als productieversie. Anno 2022 zijn 13.1 en 12.3 de gangbare productieversies (STABLE). De '-CURRENT'-versies worden vaak 'New Technology' (nieuwe technologie) genoemd.

### FreeBSD 5
FreeBSD 5 bevatte een aantal nieuwe opties, waaronder veel opties die betrekking hadden op beveiliging. Het TrustedBSD-project werd gevormd met het doel om te vertrouwen besturingssysteemfunctionaliteit toe te voegen aan het FreeBSD-besturingssysteem. Een uitbreidbaar Mandatory Access Control framework (het TrustedBSD MAC Framework), bestandssysteem Access Control Lists (ACL's) en het nieuwe UFS2-bestandssysteem komen uit TrustedBSD. Delen van de TrustedBSD-functionaliteit zijn ook opgenomen in de besturingssystemen NetBSD en OpenBSD.

### FreeBSD 6
FreeBSD 6 is vooral gericht op het verder stabiliseren van het besturingssysteem en verdere ondersteuning van hardware.

### FreeBSD 7
In FreeBSD 7 werd de TCP/IP-stack verbeterd door Andre Opperman. Het FreeBSD-project trachtte hiermee opnieuw het besturingssysteem met de snelste netwerkcode uit te brengen.

### FreeBSD 8
FreeBSD 8.4 werd uitgebracht als legacyversie op 7 juni 2013. Belangrijkste veranderingen zijn GNOME 2.32.1 en KDE 4.10.1.

### FreeBSD 9
FreeBSD 9 werd in januari 2012 uitgebracht. Nieuw in deze versie:
- een nieuw installatieprogramma,
- ZFS bijgewerkt tot versie 28.

FreeBSD 9.1 werd uitgebracht op 31 december 2012. FreeBSD 9.2 verscheen op 30 september 2013. FreeBSD 9.3 volgde op 16 juli 2014.

### FreeBSD 10
FreeBSD 10 gebruikt de door Apple gesponsorde Clang-compiler in plaats van GCC. FreeBSD 10 is beschikbaar voor volgende processorarchitecturen: amd64, i386, ia64, powerpc, powerpc64 en sparc64.
Nieuw in FreeBSD 10, uitgebracht op 20 januari 2014:
- AMD Radeon KMS-ondersteuning[9]
- Ondersteuning voor de Raspberry Pi[9]
- Verbeterde ZFS-ondersteuning[9]
- Verbeterde ondersteuning voor geluid via USB[9]
- Bhyve- en Hyper-V-ondersteuning[9]
- FUSE wordt standaard geïnstalleerd voor bestandssystemen in user space[9]
- Verbeterde Wi-Fi (802.11n)[9]
- Ondersteuning voor Intel AES-NI-instructies[9]

FreeBSD 10.1, uitgebracht op 14 november 2014, bevat voor het eerst code om UEFI-systemen te ondersteunen.

### FreeBSD 12
FreeBSD 12 werd uitgebracht op 11 december 2018.

### FreeBSD 13
FreeBSD 13 werd uitgebracht op 13 april 2021.

## Software
Er is een uitgebreide portscollectie om software uit te installeren op een eenvoudige manier. Als FreeBSD in Linuxcompatibiliteitsmodus draait, kunnen bovendien ook programma's die voor Linux ontwikkeld zijn onder FreeBSD draaien. Verder zijn er emulators voor bepaalde veelgebruikte commerciële besturingssystemen.

## Mascotte
De mascotte van FreeBSD is een vriendelijk rood duiveltje, Beastie genaamd. Aanvankelijk werd de mascotte ook als logo gebruikt, tot er in 2005 een competitie werd gehouden voor een nieuw, meer professioneel ogend logo. Het ontwerp van Anton K. Gural kwam als winnaar uit de bus. Beastie blijft echter aanwezig als de mascotte.

## Donaties
Elk jaar wordt er een online fundraisingcampagne opgezet. In 2014 doneerde Jan Koum, de CEO en medeoprichter van WhatsApp, 1 miljoen dollar aan de FreeBSD Foundation.